# Emil Heineman
Pour les articles homonymes, voir Heineman.
Emil Heineman (né le 16 novembre 2001 à Leksand en Suède) est un joueur suédois de hockey sur glace. Il évolue au poste d’ailier gauche pour les Islanders de New York, dans la LNH.

## Biographie
Heineman commence à jouer dans la ligue suédoise de hockey SHL avec le Leksands IF durant la saison 2019-2020. Il est choisi au deuxième tour et au 43 rang par les Panthers de la Floride au repêchage d'entrée dans la LNH 2020.
Le 14 février 2022, Heineman est échangé des Flames de Calgary aux Canadiens de Montréal en compagnie de Tyler Pitlick, d'un choix de 1er tour en 2022 ainsi que d'un choix de 5e tour en 2023. En retour, les Flames reçoivent l’attaquant Tyler Toffoli.
Le 4 avril 2022, Heineman signe un contrat d'entrée de trois ans dans la LNH avec les Canadiens de Montréal. Il joue dans la Ligue américaine de hockey pour le Rocket de Laval, club-école des Canadiens jusqu'à son rappel dans la LNH le 13 décembre 2023. Il joue son premier match le 21 décembre dans une défaite de 4-3 face au Wild du Minnesota.
Le 12 octobre 2024, à son sixième match dans la LNH, Heineman compte son premier but contre les Sénateurs d'Ottawa dans une victoire de 4 à 1.
Avant un match contre le Club de hockey de l'Utah, le 14 janvier 2025, Emil Heineman se fait happer par un véhicule dans les rues de Salt Lake City et se blesse au poignet. Il doit rater 14 rencontres et reprend son poste 22 février suivant.

## Statistiques

### En club
| Saison     | Équipe                | Ligue         |    | Saison régulière | Saison régulière | Saison régulière | Saison régulière | Saison régulière |   | Séries éliminatoires | Séries éliminatoires | Séries éliminatoires | Séries éliminatoires | Séries éliminatoires |
| Saison     | Équipe                | Ligue         | PJ | B                | A                | Pts              | Pun              | PJ               | B | A                    | Pts                  | Pun                  |                      |                      |
| 2018-2019  | Leksands IF U20       | J20 Superelit | 27 | 1                | 4                | 5                | 6                | -                | - | -                    | -                    | -                    |                      |                      |
| 2019-2020  | Leksands IF U20       | J20 Superelit | 29 | 26               | 15               | 41               | 12               | -                | - | -                    | -                    | -                    |                      |                      |
| 2019-2020  | Leksands IF           | SHL           | 11 | 0                | 2                | 2                | 4                | -                | - | -                    | -                    | -                    |                      |                      |
| 2020-2021  | Leksands IF U20       | J20 Superelit | 1  | 0                | 0                | 0                | 0                | -                | - | -                    | -                    | -                    |                      |                      |
| 2020-2021  | Leksands IF           | SHL           | 43 | 7                | 6                | 13               | 14               | 4                | 0 | 1                    | 1                    | 0                    |                      |                      |
| 2021-2022  | Leksands IF           | SHL           | 38 | 11               | 5                | 16               | 20               | -                | - | -                    | -                    | -                    |                      |                      |
| 2022-2023  | Leksands IF           | SHL           | 35 | 8                | 7                | 15               | 10               | 3                | 0 | 0                    | 0                    | 0                    |                      |                      |
| 2022-2023  | Rocket de Laval       | LAH           | 11 | 7                | 2                | 9                | 6                | 2                | 0 | 0                    | 0                    | 2                    |                      |                      |
| 2023-2024  | Rocket de Laval       | LAH           | 48 | 15               | 14               | 29               | 25               | -                | - | -                    | -                    | -                    |                      |                      |
| 2023-2024  | Canadiens de Montréal | LNH           | 4  | 0                | 0                | 0                | 0                | -                | - | -                    | -                    | -                    |                      |                      |
| 2024-2025  | Canadiens de Montréal | LNH           | 62 | 10               | 8                | 18               | 20               | 5                | 1 | 0                    | 1                    | 0                    |                      |                      |
| Totaux LNH | Totaux LNH            | Totaux LNH    | 66 | 10               | 8                | 18               | 20               | 5                | 1 | 0                    | 1                    | 0                    |                      |                      |

### En équipe nationale
| Année | Compétition                 |   | PJ | B | A | Pts | Pun | +/-             |  | Résultat |
| 2021  | Championnat du monde junior | 5 | 1  | 0 | 1 | 4   | +1  | Cinquième place |  |          |